# NGC 1357
NGC 1357 is een spiraalvormig sterrenstelsel in het sterrenbeeld Eridanus. Het hemelobject werd op 1 februari 1785 ontdekt door de Duits-Britse astronoom William Herschel.

## Synoniemen
- PGC 13166
- MCG -2-10-1
- IRAS03309-1349